# Monts Ilmen
Pour les articles homonymes, voir Ilmen.
Les monts Ilmen sont situés au sud de l'ensemble ouralien et marquent la frontière avec la Sibérie. Ils se trouvent près de Miass et de Tchebarkoul en Russie orientale. Ils s'étendent sur 41 kilomètres du nord au sud. La rivière Miass coule le long du flanc occidental du massif vers le nord, puis se dirige vers l'est en formant le réservoir d'Argazi, qui constitue l'une des plus grandes réserves d'eau du sud de l'Oural et pour la ville de Tcheliabinsk. La rivière suit ensuite son cours pour se jeter dans l'Isset, 600 kilomètres plus loin. Le flanc oriental du massif est quant à lui à la limite d'une zone de forêts et de lacs.
Les monts Ilmen possèdent une très grande richesse minérale, avec plus de 180 minéraux différents présents. D'ailleurs, plusieurs pierres ont été découvertes dans cette région montagneuse dont l'ilménite, qui porte le nom de ce lieu, la miaskite, nommée d'après la Miass, la monazite, découverte en 1824-1826, la cancrinite, découverte par Gustav Rose en 1839, la samarskite, etc. On y trouve aussi l'apatite, le grenat, la topaze, la phénacite, le zircon, etc.
Les monts Ilmen sont constitués de granite, de gneiss (roches magmatiques et métamorphiques). Les pentes sont recouvertes de conifères et de bouleaux, les vallées de prairies et de marais. Son point culminant est le mont Ilmen (Ilmentaou) qui s'élève à 747 mètres d'altitude. L'Ichkoul s'élève à 660 mètres d'altitude.
Au sud, les monts Ilmen se terminent par le lac Ilmen (à 331 mètres d'altitude), puis sont prolongés par les chaînes montagneuses du Koumas et de l'Irendyk dans le Bachkortostan.
La réserve naturelle de l'Ilmen couvre la quasi-totalité de son territoire sur environ 304 kilomètres carrés et à une altitude moyenne de 400 à 450 mètres.

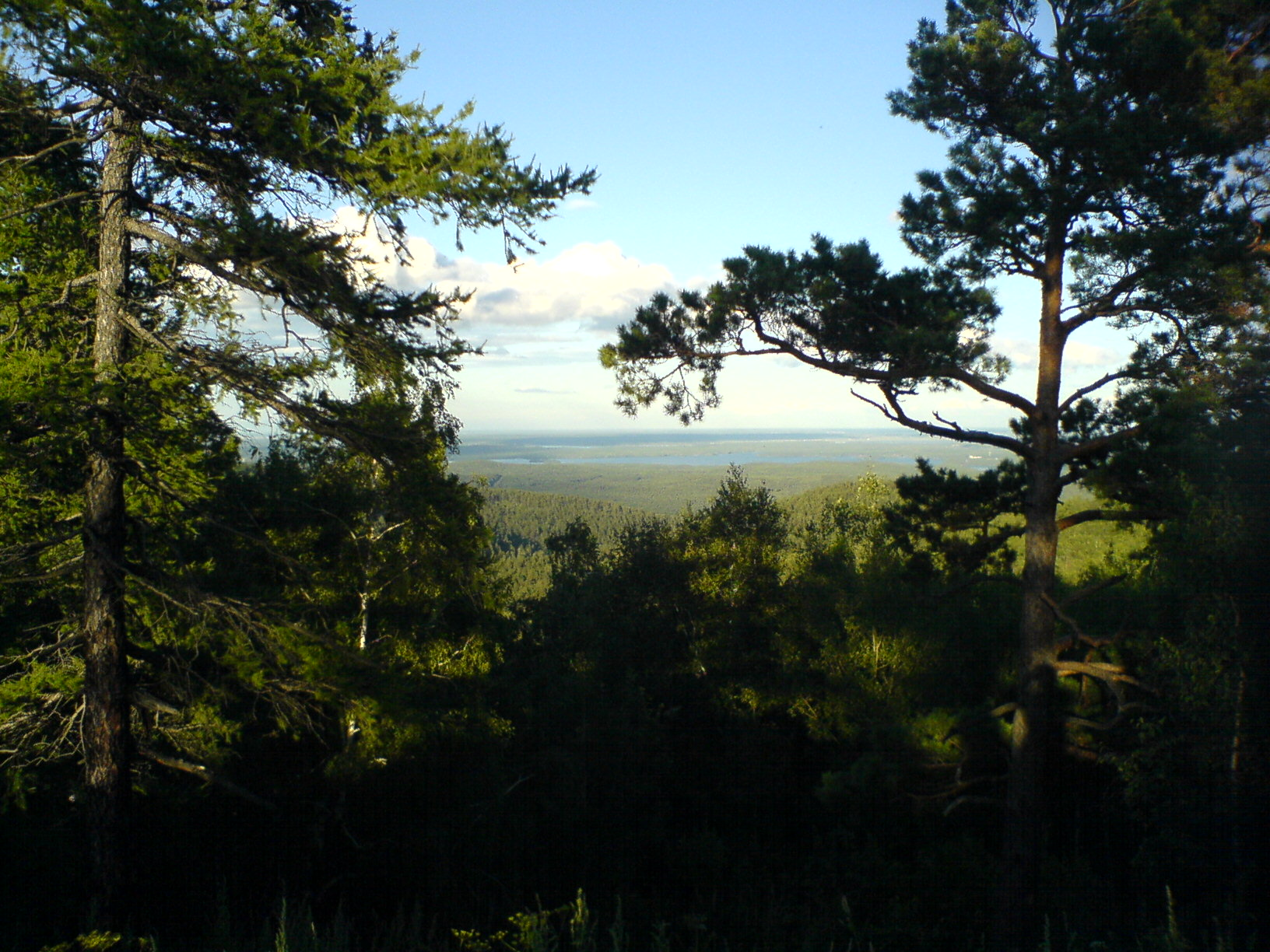
Paysage des monts Ilmen de la réserve naturelle
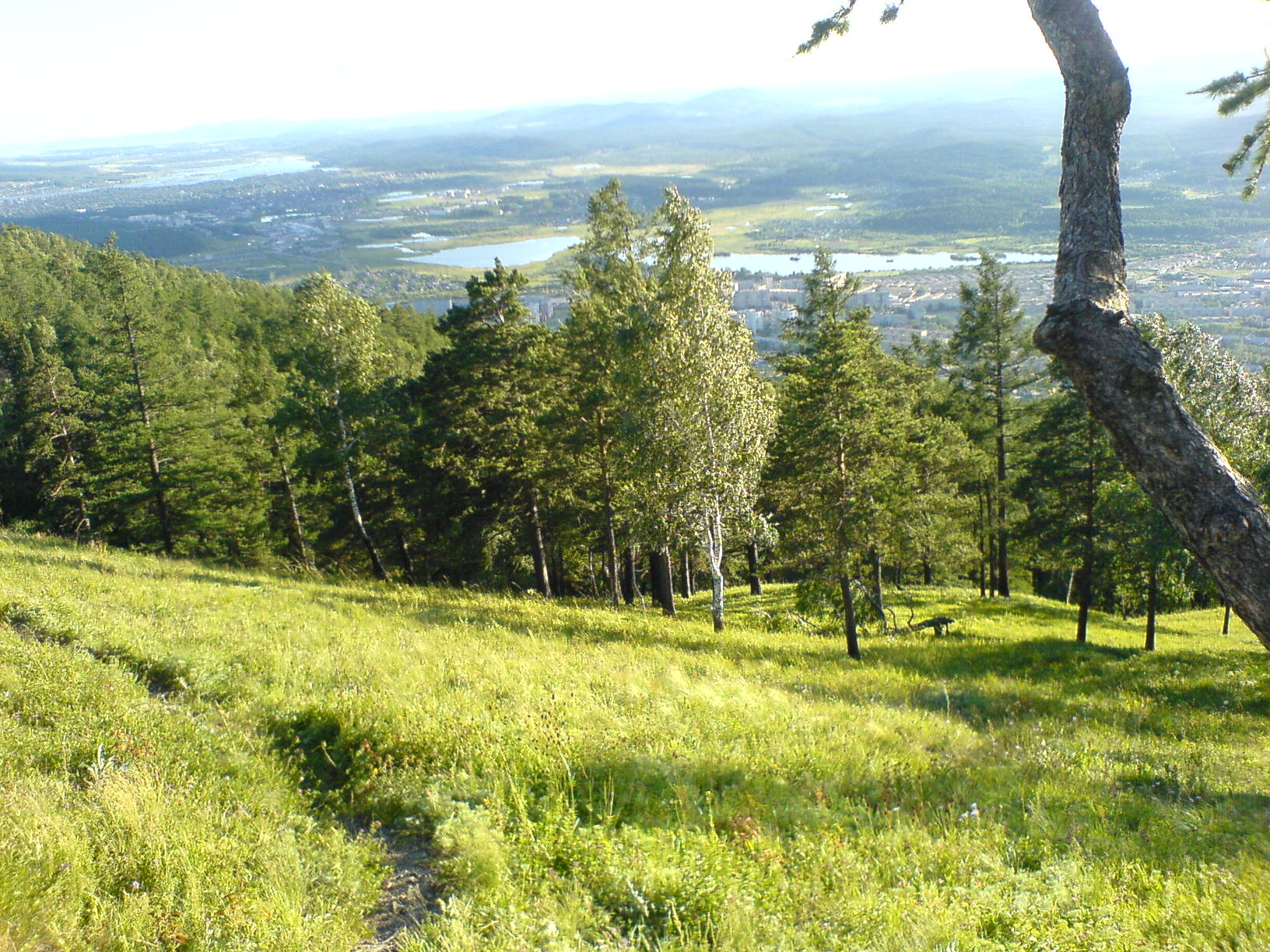
La ville de Miass vue des monts Ilmen